# جنبش ضد تحریم و مداخله نظامی در ایران

لوگوی جنبش ضد تحریم

جنبش ضد تحریم و مداخله نظامی در ایران یا کَسمی (CASMII) یک نهاد غیردولتی است که برای رفع تحریم‌های بین‌المللی علیه ایران و جلوگیری از حمله احتمالی ایالات متحده به این کشور فعالیت می‌کند.
ایرانی و غیر ایرانی در آمریکا و اروپا هستند. «کسمی» که نام آن کوتاه شده عبارت انگلیسی Campaign Against Sanctions and Military Intervention in Iran است در دسامبر ۲۰۰۵ پس از نشستی در لندن به مدیریت عباس عدالت تشکیل شد.